# گیمپو
گیمپو
شهر گیمپو (به کره‌ای: 김포) (به انگلیسی: Gimpo) با جمعیت  ۱۹۵٫۷۷۶  نفر در ایالت  گیونگی-دو در کشور کره‌جنوبی واقع شده‌است.